# 黑守瓜
黑守瓜（学名：Aulacophora lewisii）为金花蟲科守瓜屬下的一个种。